# Bofferdange
Bofferdange är en ort i Luxemburg.   Den ligger i distriktet Luxemburg, i den centrala delen av landet, 8 kilometer norr om huvudstaden Luxemburg. Bofferdange ligger 280 meter över havet och antalet invånare är 802.
Terrängen runt Bofferdange är platt åt sydost, men åt nordväst är den kuperad.  Runt Bofferdange är det mycket tätbefolkat, med 1 135 invånare per kvadratkilometer.. Närmaste större samhälle är Luxemburg, 8,0 kilometer söder om Bofferdange. 
I omgivningarna runt Bofferdange växer i huvudsak blandskog.